# 빈 집 (2004년 영화)
《빈 집》(3-Iron)은 2004년 10월 15일에 개봉된 대한민국의 영화이다.

## 줄거리
문을 잠그고 가던 순간, 아내의 빈 곳으로 들어서는 이야기를 담은 드라마이다.

## 캐스팅
- 이승연 : 선화 역
- 재희 : 태석 역
- 권혁호 : 민규 역
- 주진모 : 조 형사 역
- 최정호 : 간수 역
- 이주석 : 노인아들 역
- 이미례 : 노인며느리 역
- 문성혁 : 성혁 역
- 박지아 : 지아 역
- 장재용 : 현수 역
- 리다해 : 지은 역
- 박세진 : 오피 녀 역
- 박동진 : 이 형사 역
- 이종섭 : 여행남편 역
- 이의수 : 여행부인 역
- 류종화 : 여행부부아들 역
- 강성훈 : 사고녀남자친구 역
- 정성훈 : 죄수 1 역
- 장지용 : 죄수 2 역
- 김행성 : 죄수 3 역
- 장훈 : 노려보는남자 역
- 장석빈 : 감식반 1 역
- 김형석 : 감식반 2 역
- 신태석 : 경찰 1 역
- 이홍석 : 경찰 2 역
- 이병훈 : 경찰 3 역
- 박남민 : 경찰 4 역
- 김한 : 오피 남 역 (우정출연)
- 박지아 : 지아 역 (우정출연)